# Bath (Maine)
Bath é uma cidade localizada no estado americano de Maine, no Condado de Sagadahoc.

## Demografia
Segundo o censo americano de 2000, a sua população era de 9266 habitantes.

## Geografia
De acordo com o United States Census Bureau tem uma área de 
34,3 km², dos quais 23,6 km² cobertos por terra e 10,7 km² cobertos por água.

## Localidades na vizinhança
O diagrama seguinte representa as localidades num raio de 20 km ao redor de Bath. 